# Aka Kouamé
Aka Kouamé (Abiyán, Costa de Marfil, 6 de abril de 1963) es un exfutbolista de Costa de Marfil que jugaba en la posición de defensa. Es tío del también futbolista Franck Dja-Djédjé

## Carrera

### Club
Jugó toda su carrera con el ASEC Mimosas de 1983 a 1997, con el que fue campeón nacional de liga en siete ocasiones, ganó cuatro copas nacionales, cinco títulos de supercopa y una copa internacional.

### Selección nacional
Jugó para Costa de Marfil en 69 ocasiones de 1987 a 1996 y anotó un gol en el empate 1-1 ante Liberia en un partido amistoso en Abiyán. Participó en la Copa Rey Fahd 1992 y en cinco ediciones de la Copa Africana de Naciones.

## Logros

### Club
- Primera División de Costa de Marfil (7): 1990, 1991, 1992, 1993, 1994, 1995, 1997
- Copa de Costa de Marfil (4): 1983, 1990, 1995, 1997
- Supercopa de Costa de Marfil (5): 1983, 1990, 1994, 1995, 1997
- Campeonato de Clubes de la WAFU (1): 1990

### Selección nacional
- Copa Africana de Naciones (1): 1992[5]

### Individual
- Equipo Ideal de la Copa Africana de Naciones 1992.